# Мкртчан, Олег Артушевич
Оле́г Арту́шевич Мкртча́н (Мкртчя́н) (укр. Олег Артушевич Мкртчан, родился 7 сентября 1966, Армавир) — украинский предприниматель армянского происхождения, миллиардер, генеральный директор Индустриального союза Донбасса.

## Биография
Окончил в 1988 году Ставропольский политехнический институт, защитив диплом по специальности «инженер-технолог». С 1997 года работает в корпорации «Индустриальный союз Донбасса». Изначально занимал должность начальника управления металлургии, позднее — первого заместителя исполнительного директора. С 2002 года — генеральный директор Союза, занимается оперативным управлением компанией и координирует структуру корпоративного управления предприятиями, входящими в группу ИСД.
Мкртчан имеет прямое отношение к футболу: он был одним из сооснователей донецкого «Металлурга», владельцем «Кубани», также он занимается отдельно социальными и благотворительными программами корпорации, направленными на развитие народной культуры, искусства и олимпийского спорта. 
8 февраля 2018 года Олег Мкртчян был арестован Басманным судом Москвы по обвинению в мошенничестве на сумму 60 млрд. рублей.
16 августа 2019 был признан виновным в хищении кредитов путем мошенничества (ч. 4 ст. 159 УК РФ) на 86 млрд руб и приговорен к 9 годам лишения свободы.

## Состояние
Занимал 14-е место в рейтинге 200 самых богатых людей Украины в 2012 году по рейтингу журнала «Фокус». Состояние оценивается в 1,25 млрд долларов США.

## Награды
- Награждён в 1999 году медалью «Защитнику Отчизны», за внесённый вклад в развитие угольной промышленности Донбасса с 2001 по 2002 годы награждён знаком отличия «Шахтёрская слава» II и III степеней.
- Орден «За заслуги перед Отечеством» II степени (3 октября 2014 года, Армения) — за оказание значительной поддержки строительству в Республике Армения Дилижанской международной школы — образовательного комплекса, соответствующего международным стандартам[4].